# Anno Izuo
Anno Izuo (jap. 阿武 巌夫; * 2. Dezember 1909 in Hagi, Präfektur Yamaguchi; † 18. Dezember 1939 in Nanning) war ein japanischer Sprinter.
Bei den Olympischen Spielen 1932 in Los Angeles wurde er Fünfter in der 4-mal-100-Meter-Staffel und erreichte über 100 m das Viertelfinale. 
1931 und 1932 wurde er Japanischer Meister über 100 m. Seine persönliche Bestzeit über 100 m von 10,7 s stellte er 1931 auf.